# 보이즈 인 더 밴드
《보이즈 인 더 밴드》(영어: The Boys in the Band)는 2020년 공개된 미국의 드라마 영화이다. 조 맨텔로가 감독을 맡았으며, 1968년 초연된 희곡 《더 보이스 인 더 밴드》를 원작으로 한다. 영화는 《더 보이스 인 더 밴드》의 50주년을 기념해 브로드웨이 공연의 배우를 전부 캐스팅하였으며, 전부 게이 배우이다.
이 영화는 2020년 9월 30일 넷플릭스에서 공개되었으며, 비평가들로부터 일반적으로 긍정적인 평가를 받았다.

## 출연
- 짐 파슨스 - 마이클 역
- 재커리 퀸토 - 해럴드 역
- 맷 보머 - 도널드 역
- 앤드루 래널스 - 래리 역
- 찰리 카버 - 카우보이 역
- 로빈 데 헤수스 - 에머리 역
- 브라이언 허치슨 - 앨런 매카시 역
- 마이클 벤저민 워싱턴 - 버나드 역
- 턱 왓킨스 - 행크 역